# K.A.N.

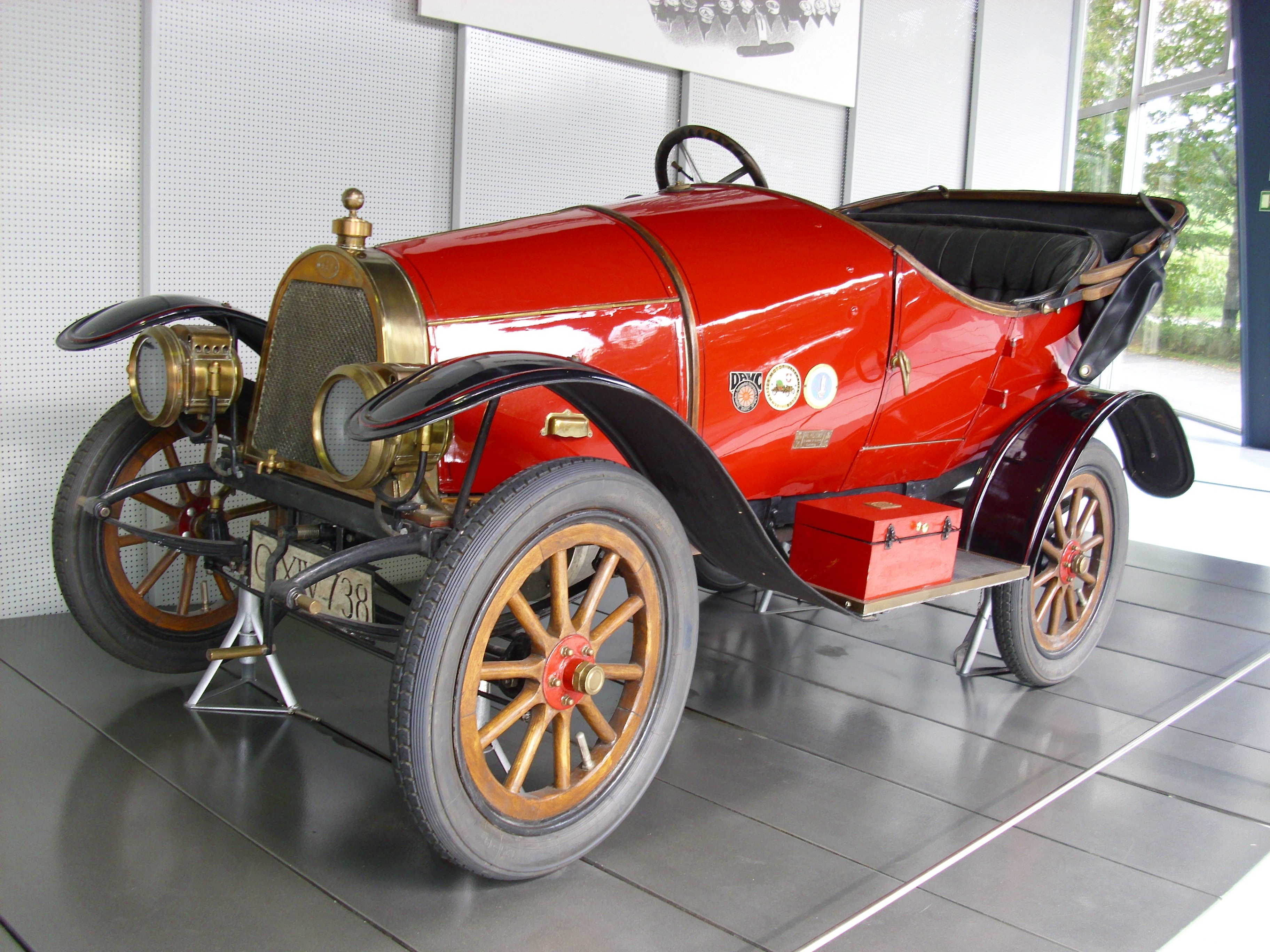
K.A.N.

K.A.N. war ein Hersteller von Automobilen in Österreich-Ungarn.

## Unternehmensgeschichte
Das Unternehmen Královéhradecká továrna automobilů, Alois Nejedlý, Kukleny (deutsch: Königgrätzer Automobilfabrik Nejedly) von Alois Nejedlý aus Hradec Králové begann 1911 mit der Produktion von Automobilen. 1914 endete die Produktion. Insgesamt entstanden etwa 400 Fahrzeuge.

## Fahrzeuge
Anfangs gab es das Einzylindermodell A mit 731 cm³ Hubraum und 7 PS Leistung in der Karosserieform Torpedo. 1912 kam das Zweizylindermodell S mit 1206 cm³ Hubraum und 11 PS dazu. Ab 1913 ergänzte das Vierzylindermodell LC mit 1330 cm³ Hubraum und 20 bis 22 PS das Angebot.